# Хассен, Мэгги
Мэгги Хассен, урождённая Маргарет Вуд (англ. Maggie Hassan, 27 февраля 1958, Бостон, Массачусетс) — американский политик, представляющая Демократическую партию. Сенатор от штата Нью-Гэмпшир с 3 января 2017 года, с 2013 по 2016 год занимала должность губернатора этого штата. В 2005—2010 годах член Сената Нью-Гэмпшира.

## Образование
Мэгги Вуд родилась в Бостоне в 1958 году и выросла в пригороде этого города Линкольне. Её мать была учительницей, а отец — профессором Массачусетского технологического института, а позже заместителем министра жилищного строительства и городского развития в кабинете Линдона Джонсона. Мэгги получила первую академическую степень в Брауновском университете (Род-Айленд), а в 1985 году стала доктором права Северо-Восточного университета. В Брауновском университете она познакомилась со своим будущим мужем — Томасом Хассеном. Хассен — выходец из так называемых «чёрных ирландцев», чьи предки, вероятно, иммигрировали в Ирландию из арабских стран.

## Карьера
По окончании профессионального образования Хассен начала юридическую карьеру, в 1990-е годы став юрисконсультом Бригемской больницы в Бостоне. В браке с Томом Хассеном у неё родились двое детей — Бен и Мэгги. Состояние здоровья Бена, страдающего от ДЦП, впервые привело его мать в политику, когда в начале 1990-х годов она стала активистом кампаний по защите прав инвалидов и их семей в Нью-Гэмпшире, где проживала вместе с мужем — администратором Академии Филлипса в Эксетере. В 1999 году Мэгги Хассен была включена тогдашним губернатором Нью-Гэмпшира Джинн Шахин в состав комиссии по качеству образования.
В 2002 году руководство Демократической партии Нью-Гэмпшира выдвинуло Хассен кандидатом на свободное место в Сенате штата. Эти выборы она проиграла республиканцу Расселлу Прескотту, но в 2004 году баллотировалась снова и на этот раз прошла в Сенат. Там Хассен сыграла важную роль в создании комиссии по контролю за учреждениями здравоохранения, в том числе выступая за предоставление этой комиссии права на регулирование тарифов на услуги больниц. Будучи лидером демократического большинства в Сенате, она также была центральным игроком в узаконивании однополых браков в Нью-Гэмпшире, преодолев в том числе сопротивление в рядах своей собственной фракции. Хассен сохраняла место в Сенате Нью-Гэмпшира до 2010 года, когда снова проиграла выборы Прескотту.
В 2012 году Хассен стала кандидатом на пост губернатора Нью-Гэмпшира. Её программа балансировала между либертарианскими традициями штата и идеологией Демократической партии, набиравшей в это время популярность в Нью-Гэмпшире, и акцентировала создание новых рабочих мест и увеличение ассигнований на образование, в то же время отвергая вероятность повышения налогов. Хассен была избрана губернатором на двухлетний срок, а на следующих выборах добилась переизбрания, оставаясь на этом посту до 2016 года. На протяжении определённого периода она оставалась единственной женщиной-губернатором, представляющей Демократическую партию (ещё четыре женщины-губернатора представляли в это же время республиканцев).
В качестве губернатора она проявила себя как сторонница сотрудничества между политическими лагерями, что, в частности, продемонстрировал бюджет штата на 2014 год, который законодательное собрание Нью-Гэмпшира, насчитывающее порядка 400 депутатов, утвердило почти единогласно. Некоторые из проектов Хассен получали поддержку республиканцев и одновременно отвергались демократами — в частности, проект открытия первого легального казино в штате, дважды утверждавшийся республиканским большинством в Сенате, но не проходивший Палату представителей, где большинство было у собственной партии Хассен. За время пребывания Хассен в должности губернатора уровень безработицы в штате стал одним из самых низких в США; плата за обучение в государственных вузах была впервые за 25 лет заморожена, а за обучение в окружных колледжах — снижена. В эти же годы правительство штата столкнулось с тяжёлым кризисом, связанным с массовым приёмом опиоидов, и было вынуждено организовать борьбу с этим явлением.
В конце 2015 года Хассен, продолжая выполнять обязанности губернатора штата, выдвинула свою кандидатуру в Сенат США, став в этой кампании соперницей действующего сенатора-республиканца Келли Эйотт. Борьба оказалась равной, и на выборах 2016 года предварительный подсчёт бюллетеней в штате отдал победу Хассен с разницей всего в 1023 голоса. Штаб Эйотт отказался требовать пересчёта голосов, и победа Хассен стала официальной. В Сенате США Хассен вошла в состав комитетов по внутренней безопасности; по здравоохранению, образованию, трудовому законодательству и пенсиям; и по предпринимательству, науке и транспорту. Она также стала членом совместного экономического комитета Конгресса.